# Cyclophora nigrotransversata
Cyclophora nigrotransversata là một loài bướm đêm trong họ Geometridae.